# Landschaftsschutzgebiet Balve – Mittleres Hönnetal
Das Landschaftsschutzgebiet Balve – Mittleres Hönnetal mit 4.745,66 ha Flächengröße liegt in der Stadt Balve im Märkischen Kreis. Es wurde 1989 erstmals durch den Kreistag des Märkischen Kreises mit dem Landschaftsplan Balve – Mittleres Hönnetal mit 4.913,46 ha Flächengröße als Landschaftsschutzgebiet (LSG) vom Typ A (Allgemeiner Landschaftsschutz) mit dem Namen Landschaftsschutzgebiet Mittleres Hönnetal ausgewiesen. 2015 erfolgte mit dem  2. Änderung Landschaftsplan Nr. 2 Balve-Mittleres-Hönnetal eine erneute Ausweisung. Bei der zweiten Ausweisung wurde die Flächengröße um 167,80 ha reduziert. Das LSG befindet sich auf dem Gebiet der Stadt Balve. Das LSG geht häufig bis an die Siedlungsränder.

## Beschreibung
Das LSG umfasst großflächig Flächen, welche außerhalb vom Bebauungsbereich und anderen Schutzgebieten mit strengeren Auflagen liegen. Im LSG liegen hauptsächlich Waldbereiche, Grünland und Acker. Auch kleinere Bereiche mit Weihnachtsbaum-, Schmuckreisig- und Baumschul-Kulturen befinden sich im LSG. Die Wälder haben meist eine Fichten- oder Buchenbestockung.

## Schutzzweck
Die Ausweisung erfolgte zur Erhaltung, Entwicklung oder Wiederherstellung der Leistungs- und Funktionsfähigkeit des Naturhaushalts oder der Regenerationsfähigkeit und nachhaltigen Nutzungsfähigkeit der Naturgüter, einschließlich des Schutzes von Lebensstätten und Lebensräumen. Ferner wegen der Vielfalt, Eigenart oder Schönheit oder der besonderen kulturhistorischen Bedeutung der Landschaft und wegen ihrer besonderen Bedeutung für die Erholung.

## Rechtliche Vorschriften
Im LSG ist unter anderem das Errichten von Bauten verboten. Vom Verbot ausgenommen sind die Errichtung von Melkständen und offenen Schutzhütten für das Weidevieh und die Errichtung von ortsüblichen Weide- und Forstkulturzäunen sowie ortsüblichen Grundstückseinfriedungen. Die Neuanlage von Weihnachtsbaumkulturen, Schmuckreisig- und Baumschulkulturen und die Neuaufforstung ist verboten und unterliegt einer behördlichen Genehmigung der Unteren Naturschutzbehörde.